# Ignacio Videla
Ignacio Videla (San Luis, ca. 1795 - Mendoza, mayo de 1831) fue un hacendado, militar y político argentino que ejerció brevemente como gobernador de la provincia de San Luis en 1830.

## Trayectoria
Era hermano de Eufrasio, Dolores y Blas Videla. Formó parte de las fuerzas organizadas en 1806 por el virrey Sobremonte para la reconquista de Buenos Aires, en la que no llegó a actuar, y posiblemente participó en la defensa de la ciudad al año siguiente. En 1810, tras la Revolución de Mayo, se incorporó al batallón de Voluntarios en la ciudad de Mendoza.
Tras vivir varios años en Mendoza, donde fue oficial de milicias, en 1822 fue comisionado por el gobierno de esa provincia para firmar un tratado con el gobierno de la provincia de San Luis acerca del trato que debía dárseles a los prisioneros de origen puntano capturados en la batalla de Punta del Médano.
En el año 1829, como resultado de la guerra civil, el gobierno de San Luis entró en un período de inestabilidad, durante el cual los jefes federales fueron desplazados por fuerzas unitarias, dirigidos en San Luis por los hermanos Videla, con el apoyo de las fuerzas al mando de su pariente mendocino José Videla Castillo. Cuando, después de la batalla de Oncativo, éste invadió la provincia de Mendoza, delegó el gobierno local, en carácter de delegado, en Ignacio Videla. Su gestión estuvo marcada por los ataques de indígenas ranqueles y la firma del tratado que daba forma legal a la Liga Unitaria; por indicación del general Paz, quien firmó el tratado en nombre de la provincia de San Luis fue el cordobés José María Bedoya.
En agosto del mismo año de 1830, Ignacio Videla logró realizar una elección de legisladores provinciales, los cuales nombraron gobernador al hermano del saliente, Luis Videla. Su ejército —al mando del coronel Juan Pascual Pringles— fue derrotado en la batalla del Río Quinto, y los Videla huyeron a Mendoza, poniéndose a órdenes de Videla Castillo, que a su vez fue derrotado en la batalla de Rodeo de Chacón. Desde este momento se pierde el rastro de Ignacio Videla; es probable que haya sido tomado prisionero y fusilado junto con el resto de los oficiales por orden de Facundo Quiroga en mayo de 1831, en represalia por la muerte del general Benito Villafañe.